# Thomas Baker (flygare)

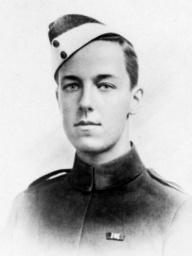
Baker som pilotkadett cirka 1917.

Thomas Charles Richmond Baker, född 2 maj 1897 i Smithfield, Australien, död 4 november 1918 i Ath, Belgien, var en australisk soldat, flygare och flygaräss under första världskriget. Baker föddes i Smithfield, South Australia och var en aktiv idrottsman i sin ungdom och utvecklade ett stort intresse för flygning. Han var anställd som kontorist vid Bank of New South Wales innan han tog värvning i Australian Imperial Force i juli 1915 för tjänstgöring i första världskriget. Han posterades vid en artillerienhet på västfronten och tilldelades Military Medal för att ha utfört ett flertal reparationer på en kommunikationslinje under svår artillerield. I juni 1917 tilldelades Baker ett medaljspänne till sin dekoration, för hans del i dämpningen av en brand i en av artilleripjäsernas gropar som hotade cirka 300 granatkartescher och högexplosiva sprängämnen.
I september 1917 ansökte Baker för en position som mekaniker i den australiska flygkåren. Han valdes i stället ut för flygträning och skickades till kurser i Storbritannien. Han utexaminerades som pilot och utnämndes second lieutenant i mars 1918. Under aktiv tjänst i Frankrike i juni samma år anslöt sig Baker till No. 4 Squadron AFC. Under de kommande fyra månaderna steg han till kaptens grad och krediterades med att skjutit ner tolv tyska flygplan. Han själv sköts ner och dödades den 4 november 1918. I februari 1919 tilldelades han Distinguished Flying Cross postumt.